# ميغيل رودريغيز (لاعب كرة قدم)
ميغيل رودريغيز (بالإسبانية: Miguel Rodríguez Vidal)‏ هو لاعب كرة قدم إسباني، ولد في 29 أبريل 2003 في ريدونديلا في إسبانيا.

## وصلات خارجية
- ميغيل رودريغيز (لاعب كرة قدم) على موقع الاتحاد الأوربي (الإنجليزية)
- ميغيل رودريغيز (لاعب كرة قدم) على موقع قاعدة بيانات كرة القدم.إي يو (الإنجليزية)
- ميغيل رودريغيز (لاعب كرة قدم) على موقع Soccerway.com (الإنجليزية)
- ميغيل رودريغيز (لاعب كرة قدم) على موقع عالم كرة القدم.نت (الإنجليزية)